# 里莫I峰
里莫I峰（Rimo I）是印度的山峰，屬於喀喇崑崙山脈的一部分，距離錫亞琴冰川20公里，海拔高度7,385米，是全球第71高山峰，印度和日本攀山隊在1988年首次登上該山峰。